# Michelob

Michelob in supermarkt

Michelob is een biermerk van Anheuser-Busch, Inc., dat sinds 1896 wordt gebrouwen. Michelob is verkrijgbaar in verschillende varianten, waarvan de lagerpilsener en de lightvariant de populairste zijn. De lightvariant bestaat overigens sinds 1978. Met de Michelob Ultra, heeft het merk tevens een koolhydraatarm bier in huis.